# Bruno Masoni
Bruno Masoni (* 12. März 1893 in Bironico; † unbekannt) war ein Schweizer Radrennfahrer und nationaler Meister im Radsport.

## Sportliche Laufbahn
Masoni war im Strassenradsport aktiv und Mitglied der Schweizer Nationalmannschaft. 1920 und 1921 gewann er die nationale Meisterschaft im Strassenrennen der Amateure. 1923 wurde er Zweiter in der Tour du Lac Léman hinter Othmar Eichenberger. Bei den Strassenradsport-Weltmeisterschaften 1923 kam er auf den 12. Rang.